# 瑪雅·奧珍洛域
马娅·奥格涅诺维奇（羅馬化：Maja Ognjenović，1984年8月6日—），塞爾維亞女子排球運動員，司職二傳手。現時效力於意甲豪門球隊斯坎迪奇女排俱樂部。
在2005年開始成為塞爾維亞國家女子排球隊一員並擔任隊長。她代表塞爾維亞在巴西出戰2016年奥林匹克运动会奪得銀牌。奧珍洛域在奥林匹克运动会中表現出色，是排名第三的最佳二傳手。